# 筧雄平
筧 雄平（かけい ゆうへい、1842年11月12日〈天保13年10月10日〉 - 1916年〈大正5年〉3月12日）は、日本の実業家、豪農、篤志家、鳥取県の大地主。筧融通合名会社代表社員。族籍は鳥取県平民。日本最初の季節保育所の創始者である。

## 経歴
因幡国高草郡下味野村（のち鳥取県気高郡美穂村下味野、現・鳥取県鳥取市下味野）出身。筧橘五郎の長男。家業である農業の発達につとめ、傍ら鳥取市で酒類醸造業を営む。1876年、村有原野の開拓と共有林造成事業に着手する。1890年、繁忙期の農家のため託児所を開設する。
下味野に分教場を設けることに尽力し、社会的・経済的に劣悪な環境にあり就学率が低かった赤池部落の子弟のための学校教育の道を開く。

## 家族・親族
筧家
- 妻・とみ（1849年 - ?、鳥取、安木弥十郎の二女）[2][6]
- 三男・雄平（旧名・武蔵、1881年 - ?、筧融通合名会社代表社員） - 1906年に家督を相続する[6]。
  - 同二男・樠治郎[7]（1910年 - ?、農業[8]） - 1929年、鳥取一中卒業[7]。1932年、第六高等学校卒業[7]。東大農学部に入ったが中途退学し、農業に従事する[7]。趣味は音楽、囲碁[7]。宗教は臨済宗妙心寺派、永楽寺[7]。
- 四男・多四郎（1888年 - ?）[2]
- 孫[2]

親戚
- 弟・筧馬蔵[9]（酒類販売業、吉岡ホテル社長）